# Raymonde Arsen
Raymonde Arsen, född Vital 1306, död efter år 1324, var en fransk tjänare. Hon arbetade som tjänsteflicka i Comté de Foix. Hon nämns i Emmanuel Le Roy Laduries Montaillou. Hon föddes i en fattig jordbruksfamilj i Prades d'Aillon och lämnade sitt hem och gav sig av för att arbeta i Bonet de la Costes hem i staden Pamiers.  
I staden skaffade hon sig barn utanför äktenskapet, som hon kallade Alazaïs. Som tjänsteflicka kunde hon inte ta hand om flickan, och flickan togs i stället om hand av flera sköterskor. Senare anställdes hon av sin kusin Raymond Belot från Montaillou, som behoved en tjänsteflicka, för att ersätta hans syster, Raymonde, som snart skulle gifta sig med Bernard Clergue. Hon gick med på det och arbetade för familjen Belots medan hon bodde i den lilla ladugården, hennes huvud-arbetsuppgifter var att baka bröd och tvätta kläder. I hushållet fanns också hennes bror Arnaud Vital, skomakare som bode hos familjen Belots. Hon arbetade bara hos familjen Belot i ett år, och gifte sig sedan med Prades den Arsen och bosatte sig i Prades d'Aillon. Senare arresterades hon för kätteri och släpades inför inkvistitionen, där hon berättade mycket som sina förhållanden. 1324 dömdes hon av inkvistitionen till att bära gula korset som straff.